# Scheffler János
Boldog Scheffler János (Johann Scheffler) (Kálmánd, 1887. október 29. – Jilava, 1952. december 6.) szatmári római katolikus megyés püspök, vértanú.

## Pályafutása

### Ifjúkora
1887. október 29-én született a Szatmár vármegyei Kálmándon. Szülei szegény, de mélyen vallásos emberek voltak, akiknek a hit gyakorlása a mindennapjaikhoz tartozott. A szegény sorsú fiú fejlődésében meghatározó szerepet játszott a falu plébánosa, aki felkarolta és egy életre szóló lelki útmutatást adott a számára. Középiskoláit Szatmárnémetiben végezte, ahol a székesegyház sekrestyése biztosított számára szállást, étkezését pedig a jezsuita atyák biztosították. Nagy tehetségével és szorgalmával csakhamar kitűnt diáktársai közül. A sorsát végig figyelemmel kísérő plébánosa hatására már hatodikos gimnazista korában elhatározta, hogy pap lesz. A nyolcadik osztályt már a papnevelő intézetben végezte.
A kitűnő eredménnyel végzett papnövendéket 1906-ban a Budapesti Tudományegyetem teológiai karára küldték, ahol szintén kitűnt társai közül. Már harmadik évfolyamos hallgató korában jelentek meg teológiai tárgyú írásai.

### Papi működése
1910. július 6-án szülőfalujában, Kálmándon szentelték pappá. Ezután rövid ideig Csomaközön volt káplán, majd ösztöndíjjal Rómába küldték tanulni, ahol kiváló eredménnyel kánonjogi doktori címet szerzett. Ezt követően a szatmári püspökségen szertartó, majd segédlelkész Ungváron. 1914-től Szatmárnémetiben filozófiai tanár, a teológusok tanulmányi felügyelője. 1915-ben teológiai doktorrá avatták. 1920-ban a szatmárnémeti Katolikus Gimnázium tanára, majd 1923-tól nagymajtényi plébános lett. Nagymajtényban kemény harcokat vívott a magyar nyelven folyó oktatásnak az új román adminisztráció által szorgalmazott visszaszorítása ellen, a templomot pedig helyreállíttatta. 1926-tól újra teológiát tanított a szatmári és a nagyváradi egyházmegyében. 1940 őszén a kolozsvári egyetem egyházjogi tanszékének vezetője volt.

### Püspöki pályafutása
1942-ben XII. Piusz pápa szatmári megyés püspökké nevezte ki. Apostoli kormányzóként ő vezette a nagyváradi egyházmegyét is, melyet (1930–1941 után) 1948-tól ismét összevontak a szatmári egyházmegyével. Visszaállította a katolikus tanítóképző intézetet, új plébániákat, Nagykárolyban és Ungváron kisszemináriumokat szervezett. 1944. szeptember 15-én Szatmárnémetit is elérte a háború, a püspöki palotát bombatámadás érte, így kénytelen volt az Irgalmas Nővérekhez átköltözni. Személyesen kiállt a bevonuló szovjet és román csapatok által sok ezer sváb származású férfi és nő elhurcolása ellen, de sokat nem tehetett.

### Vértanúsága
1948. március 18-án memorandumban fordult Petru Groza miniszterelnökhöz, melyben az új román alkotmánynak az egyházat sújtó cikkelyeit kifogásolta. Április 9-én egyesítették a Szatmári és a Nagyváradi egyházmegyét. A román Securitate őt szemelte ki arra, hogy vezesse a pápát el nem ismerő romániai katolikus egyházat. Ő erre a felkérésre ennyit válaszolt: „Non possum!” (Nem tehetem!). A román kormány 1948. szeptember 17-én működését felfüggesztette. 1950-ben elutasította a békepapi mozgalom megszervezését, ezért 1950. május 23-án kényszerlakhelyre, Körösbányára vitték. 1952. március 19-én letartóztatták és a bukaresti fogdában folytatták kihallgatását. Arra próbálták rábírni, hogy Gyulafehérváron vegye át az állami egyházmegye kormányzását. Miután ezt nem fogadta el, előbb Máramarosszigeten került börtönbe, majd a jilavai föld alatti (megsemmisítő) tömlöc foglya lett, ahol 1952. december 6-án hunyt el. Az embertelen körülmények között végig megtartotta hitét és emberségét. Soha, semmilyen kedvezményt nem kért, mindenét megosztotta társaival.

## Emléke
Koporsó nélküli jeltelen sírba temették, de a börtön ortodox lelkésze megjegyezte a sír helyét és 1965 őszén csontjait titokban, útitáskájában hozta haza Galambos Ferenc nagyprépost. Hám János mellett találtak számára végső nyughelyet a szatmárnémeti székesegyház kriptájában.
Boldoggá avatásának aktáit Márton Áron ügyével együtt 1996. december 6-án nyújtották be a Szentté Avatási Kongregációhoz. A Szentatya 2010. július 1-jén jóváhagyta azt a dekrétumot, amely elismeri Isten szolgája, Scheffler János szatmári püspök vértanúságát. Ezzel szabaddá vált az út, hogy a Szatmári egyházmegye vértanú püspökét a boldogok sorába iktassák. A boldoggá avatásra 2011. július 3-án került sor a szatmárnémeti székesegyházban.

## Családja
Öccse: Scheffler Ferenc.
Testvére: Scheffler Borbála, Scheffler Antal (névmagyarosítás után Sziklai Antal), akinek gyermekei: Sziklai Antal, Sziklai László, Sziklai Sándor

## Díjak
- Corvin-koszorú (1940)

## Művei
- VIII. Sándor pápa és a bécsi udvar. 1689–1691. A Vatikáni Levéltár okmányai alapján. Disszertáció; Székely-Illés Ny., Ungvár, 1914
- A világi papok kánoni engedelmessége; Stephaneum Ny., Bp.1916
- Szabad-e a papoknak nyerészkedniök? Kánonjogi tanulmány; Stephaneum Ny., Bp., 1917
- Az egyke. Egy lap a keresztény erkölcstanból; Simon Ny., Satu-Mare, 192? (Világnézeti kérdések)
- A családi szentély papja; Simon Ny., Satu-Mare, 192? (Világnézeti kérdések)
- Kathólikus hittan. Dogmatika. Tankönyvül középiskolák számára. Olvasmányul művelt kathólikusok számára; Minerva, Cluj-Kolozsvár, 1923
- Katholikus egyháztörténelem középiskolák részére; Minerva, Cluj-Kolozsvár, 1923
- Szatmártól Chicágóig. Úti élmények és tapasztalatok; Pallas Ny., Satu-Mare, 1926
- A szatmári egyházmegye statutumai; összegyűjt. Scheffler János; Pallas Ny., Satu-Mare, 1926
- Katolikus szertartástan középiskolák számára; 2. jav. kiad.; Minerva, Cluj-Kolozsvár, 1928
- A szerzetesi élet katekizmusa; Szent László Ny., Oradea, 1937
- A katolikus egyház jogi helyzete Romániában; Stephaneum Ny., Bp., 1941
- A pap; Szt. Maximilian, Miskolc, 1998
- Szentségimádás. Boldog Scheffler János elmélkedéseiből; szerk. Egeli Ferenc; Szatmári Római Katolikus Püspökség, Szatmárnémeti, 2012
- Hám János szatmári püspök és kinevezett prímás emlékiratai 1848/49-ből

| Előde: Napholcz Pál kinevezett püspök (nem szentelték fel) | Szatmári püspök 1942–1952 | Utóda: Reizer Pál |

| Előde: Napholcz Pál | Nagyváradi katolikus püspök 1948–1952 | Utóda: Tempfli József |